# Molí fariner de Sant Martí de Maçana
El Molí fariner de Sant Martí de Maçana és una obra de Rubió (Anoia) inclosa a l'Inventari del Patrimoni Arquitectònic de Catalunya.

## Descripció
Segons les referències de les que disposem, es tracta d'un antic molí fariner de l'edat mitjana, del qual només se'n conserva part del mur de la bassa i el cup. Allà on es deuria ubicar l'edificació és avui dia una esplanada amb herba.
Cal destacar la magnitud, les proporcions i el bon estat de conservació del cacau, que conserva una forma perfectament cònica. La pedra utilitzada per a la construcció tant del mur de la bassa com del cup, està ben treballada i destaca les dimensions dels blocs que constitueixen el cup els quals es troben perfectament diposats en forma circular, tot creant un embut que permetés l'eixida amb pressió de l'aigua cap al carcabà.
Es troba molt proper del forn de ceràmica de Sant Martí de Maçana.